# San Girolamo penitente (Cosmè Tura)
San Girolamo penitente è un dipinto tempera su tavola (100×57 cm) di Cosmè Tura, datato 1470 circa e conservato nella National Gallery di Londra.

## Storia
L'opera è documentata nella collezione Constabili. Nel 1851 un inventario della collezione Barbi Cinti di Ferrara, dove era presente Cristo crocifisso della Pinacoteca di Brera, mise in relazione i due dipinti: il crocifisso doveva essere infatti la parte superiore del San Girolamo.
Il San Girolamo arrivò alla galleria londinese tramite acquisto nel 1867.

## Descrizione e stile
San Girolamo è raffigurato penitente nel deserto, con il cappello cardinalizio buttato a terra, la pietra con cui soleva percuotersi il petto in mano e i libri nelle vicinanze, simbolo della sua attività di studioso come traduttore con la Vulgata. Dietro il santo si trova un albero con alcuni uccelli simbolici, quali il picchio e il gufo (simboli forse dei peccati dell'umanità), e poco distante si vede anche il fedele leone, a cui, secondo la leggenda, Girolamo tolse una spina dalla zampa guadagnandosene la fedeltà.
Lo sfondo mostra speroni rocciosi con figurette e una chiesa che ricorda le architetture di Leon Battista Alberti, ospite della corte ferrarese dove era attivo il Tura. A sinistra si vedono due piccole figure di committenti inginocchiati: un notabile e una frate francescano, nella stessa posizione della ricezione delle stimmate di san Francesco.
Lo stile è tipico dell'artista, con colori metallici e brillanti, modellati da un chiaroscuro incisivo che scolpisce le figure, come si vede bene nel pannello di san Girolamo.